# 怀集县
怀集县（邮政式拼音：Waitsap）是中国广东省肇庆市下辖的一个县。位於肇慶市北部，綏江上游。處於粵西隆起帶，西部為盆地區，中、南部為低丘和高丘區，東部、北部、西北部山地區等三部分。縣人民政府駐怀城镇解放中路68號。

## 地名由来
《郡县释名》：“《天文志》曰，怀集以水名怀溪也。”

## 历史
怀集县在古时是百越之地，秦派出大量中原人士到南方后，属于南海、桂林两郡。刘宋元嘉十三年（436年）分四会银屯乡置县，取名怀集，取招来之意。宜后有永固县之来属，洊水县之并入。置县以来，800年属粤，700年属桂。清代屬於梧州府，因其西界仅与平乐府相连，故為梧州府的飛地。民國後撤府，仍屬廣西省。1952年划归广东省，现属肇庆市管辖。怀集，自置县以来其名一直沿用不变，是两广为数不多的一千又数百年历史的大县之一。

中華民國時期，懷集縣屬廣西省管轄

## 地理
怀集县位于广东省西北部和粤桂湘三省（区）的结合部，处于“泛珠三角”咽喉地带，是广东省西北隅通桂达湘的重要交通枢纽。县城至广州180公里，往肇庆150公里。

### 气候
一月份均温11.3℃，七月份均溫28℃，年均降水量1,785毫米。

## 行政区划
怀集县下辖2个街道办事处、16个镇、1个民族乡：
怀城街道、幸福街道、坳仔镇、汶朗镇、甘洒镇、凤岗镇、洽水镇、梁村镇、大岗镇、岗坪镇、冷坑镇、马宁镇、蓝钟镇、永固镇、诗洞镇、桥头镇、中洲镇、连麦镇和下帅壮族瑶族乡。

## 人口
根據第七次全國人口普查結果，2020年11月1日零時，懷集縣常住人口為805177人。

## 文化

### 方言
绝多数用粤语方言，其中分上坊话、下坊话；下帅壮族使用壮语，但离乡出外工作或谋生可用粤语方言；在闸岗、蓝钟、下帅等乡镇的一些村寨人用客家方言，成为小小方言岛。在诗洞、永固和桥头、大岗、梁村的不少村寨用一种底层与壮侗语系有紧密关系的“标话”，用标话的人口为数近15万之多。近些年，因南北人口往来和县官方会议之规定，渐多出现用普通话交际。

## 自然资源
- 礦藏：鐵、錳、銅、鉛、鋅、鎢、鉬、金、銀、鈷、鉍、水晶、石英、花崗岩、雲母、鈮、鈹等。
- 野生動物：白鷴、穿山甲、黃猄、果子狸、金絲雀等。
- 林木：楠木、紅梨木、榔沙木等珍貴樹種，是省的重點林區之一。
- 淡水資源豐富。

## 经济
- 農產品：稻、番薯、甘蔗、花生、玉米、木薯、黃紅麻、煙草等。
- 林產品：厘竹，有「懷集木」箸稱，暢銷海外。
- 工業：家具、建材、機電、製糖、化工、竹木工藝等。
- 2022年，怀集县全年完成地区生产总值294.68亿元。

## 交通
怀集县交通局管养省、县、乡道公路833.3公里，其中：省道17.7公里、县道83.1公里，乡道732.5公里。
交通以公路為主，有省道通往德庆，贺州，桂林等。
- 国道： 234国道、 355国道、 358国道
- 省道： 263省道、 266省道、 265省道、 349省道
- 高速公路： 二广高速、 汕昆高速、 怀阳高速
- 铁路：贵广客运专线，设有：怀集站。

## 旅游
距縣城46公里的燕岩，每年春分到中秋，數以萬計的金絲燕會到洞內度暑，因此，六月六日則成為遊燕岩、觀看採燕窩藝人飛簷走壁絕技的節日。

## 特产
- 懷集厘竹(茶杆竹)：中国地理标志产品。
- 香菇、金絲燕窩酒、橋頭玉米雞，六十日（类似梅菜）等。

## 自然灾害
在2025年6月14至15日受台风“蝴蝶”和季风影响，肇庆市普降暴雨到大暴雨、局地特大暴雨。17日再次遭遇强降雨， 6月18日7时5分，绥江怀集站出现55.22米的洪峰水位，超警戒水位5.22米，受灾人口约18万人。其中一间赵一鸣零食店的店主发文称，超市货品和收银机中的现金遭到群众哄抢，哄抢者中包括有男女老少及穿着怀集中学校服的学生，网络对怀集的经商环境表示质疑。